# Erica aneimena
Erica aneimena är en ljungväxtart som beskrevs av Dulfer. Erica aneimena ingår i släktet klockljungssläktet, och familjen ljungväxter. Inga underarter finns listade i Catalogue of Life.